# عزيزة (مسلسل)
عزيزة (بالتركية: Azize)‏ مسلسل تلفزيوني درامي تركي بدأ عرضه في 19 نوفمبر عام 2019 على قناة كانال دي وتوقف عرضه في 28 ديسمبر عام 2019 بسبب تراجع نسب المشاهدة من بطولة هاندا أرتشيل وبوجرا جولسوي.

## القصة
القصة تدور حول فتاة تعمل كممرضة اسمها عزيزة (هاندا أرتشيل) تحاول الانتقام من قاتل والدها المحقق محمد وهو بالكان ألبان (مصطفى يلديران) شقيق كارتال  (بوجرا جولسوي) الذي أوصل أخاها الصغير يغيت إلى العناية المركزة في السجن ولكن في النهاية يقع كارتال في حب عزيزة وكذلك عزيزة
النهاية غير محببه لدي الجماهير بسبب عدم استكمال المسلسل

## الشخصيات
| الممثل           | الدور            | عدد الحلقات |
| ---------------- | ---------------- | ----------- |
| هاندا أرتشيل     | عزيزة /ملاك      | 1-6         |
| بوجرا جولسوي     | كارتال ألبان     | 1-6         |
| زينب كيزيلتان    | جول ألبان        | 1-6         |
| ديغو ساريشين     | آسيا غوندغان     | 1-6         |
| توغاي مرجان      | المحقق أوكان     | 1-6         |
| تشتين ساريكارتال | إسكندر ألبان     | 1-6         |
| مصطفى أفكران     | باربروس كاراكايا | 1-6         |
| مصطفى يلديران    | بالكان ألبان     | 1-6         |
| سيلين أوزتورك    | تونا ألبان       | 1-6         |
| باشاك دشمان      | يلدز ألبان       | 1-6         |
| أورهان كليتش     | عدنان باردار     | 1-6         |
| سيركان ألتنتاش   | يامان            | 1-6         |
| أسومان شاكر      | إينور ألبان      | 1-6         |

## الحلقات
| رقم الموسم | عدد الحلقات | تاريخ بداية البث تركيا | تاريخ نهاية البث |
| ---------- | ----------- | ---------------------- | ---------------- |
| 1          | 6           | 19 نوفمبر 2019         | 28 ديسمبر 2019   |

## روابط خارجية
- عزيزة على موقع IMDb (الإنجليزية)
- عزيزة على موقع كينوبويسك (الروسية)
- عزيزة على موقع قاعدة بيانات الفيلم (الإنجليزية)